# Йонсен, Бьорн
Бьорн Ма́арс Йо́нсен (норв. Bjørn Maars Johnsen; 6 ноября 1991, Нью-Йорк, США) — норвежско-американский футболист, нападающий грузинского клуба «Торпедо». Выступал за сборную Норвегии.
Бьорн родился в семье норвежца и афроамериканки в США.

## Клубная карьера
В 2010 году Йонсен вернулся на историческую родину и присоединился к молодёжной команде «Волеренги». Через год он перешёл в «Тёнсберг» в составе которого и дебютировал на профессиональном уровне.
В 2012 году переехал в Испанию, где два года играл за клубы низших дивизионов «Антекеру» и «Атлетико Балеарес».
Летом 2013 года Бьорн перешёл в клуб третьей португальской лиги «Лолетану», где в дебютном сезоне стал лучшим бомбардиром команды.
Летом 2014 года Йонсен ушёл на повышение в «Атлетико Лиссабон», подписав контракт на два года. 9 августа в матче против «Фреамунде» он дебютировал в Сегунда-лиге. 17 августа в поединке против «Шавеша» Бьорн сделал дубль, забив свои первые голы за «Атлетико Лиссабон». С 14 мячами он стал лучшим бомбардиром команды по итогам сезона. Им активно интересовались «Бенфика», «Спортинг» и «Белененсеш», но клубы не сошлись в цене.

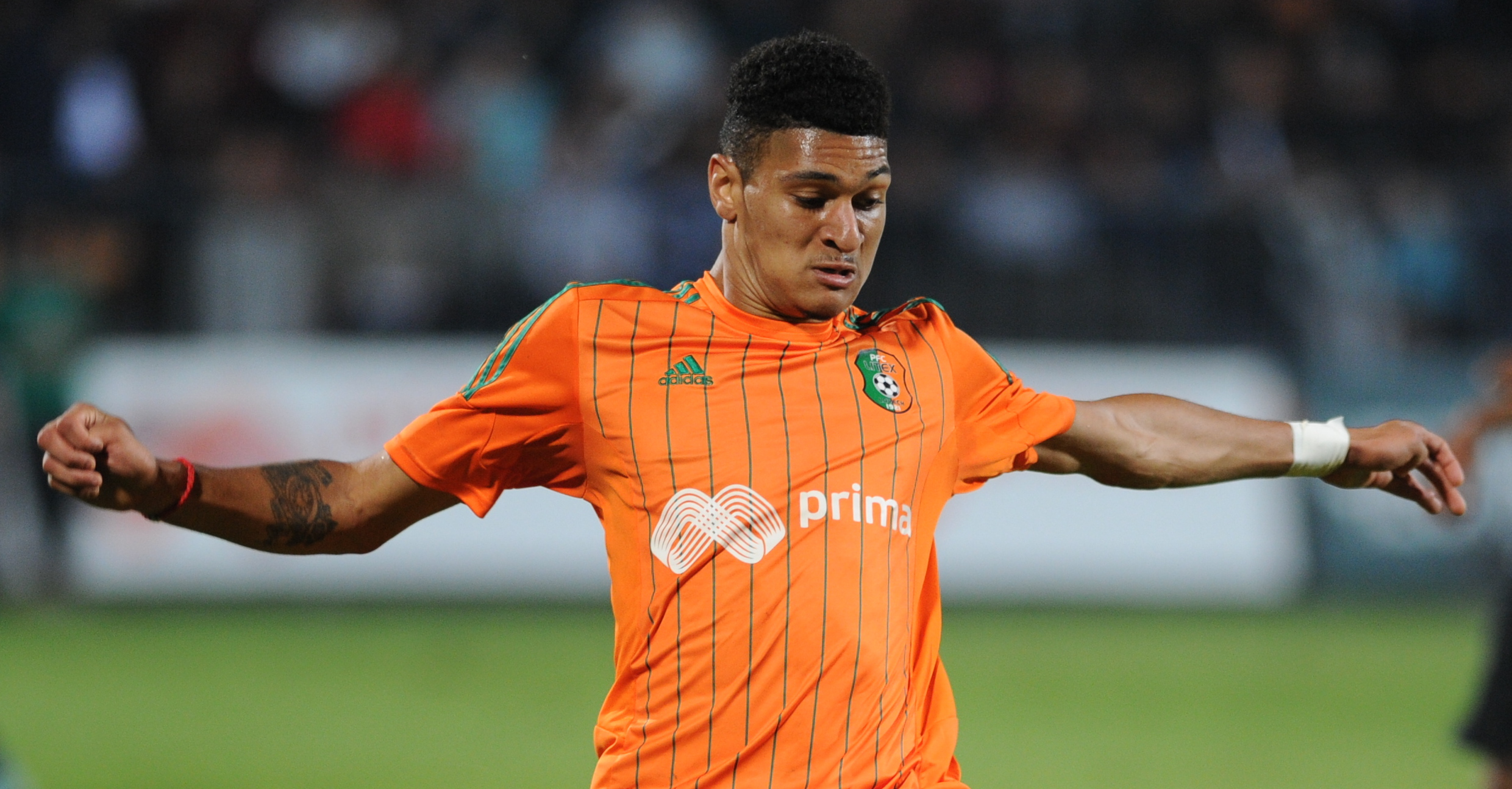
Йонсен в составе «Литекса»

В начале 2015 года Йонсен перешёл в болгарский «Литекс», подписав контракт на два с половиной года. 28 февраля в матче против «Лудогорца» он дебютировал в чемпионате Болгарии. 19 апреля в поединке против «Лудогорца» Бьорн забил свой первый гол за «Литекс». 23 мая в матче против «Лудогорца» он сделал хет-трик.
Летом 2016 года Йонсен перешёл в шотландский «Харт оф Мидлотиан», подписав контракт на три года. 20 августа в матче против «Инвернесс Каледониан Тисл» он дебютировал в Шотландском Премьершипе. 15 октября в поединке против «Данди» Бьорн забил свой первый гол за «Хартс». В ноябре Йонсен был назван игроком месяца в Шотландском Премьершипе.
Летом 2017 года Йонсен перешёл в нидерландский «АДО Ден Хааг» за нераскрытую сумму. 11 августа в матче против «Утрехта» он дебютировал Эредивизи. 26 августа в поединке против «Херенвена» Йонсен забил свой первый гол за «АДО Ден Хааг».
В июле 2018 года Йонсен стал игроком клуба АЗ. 12 августа в матче против НАК Бреда но дебютировал за новую команду. В этом же поединке Бьорн забил свой первый гол за АЗ. Летом 2019 года Йонсен вернулся в Норвегию, отправившись в аренду на полгода в «Русенборг».
В начале 2020 года Йонсен перешёл в клуб чемпионата Южной Кореи «Ульсан Хёндэ».
3 февраля 2021 года Йонсен перешёл в клуб MLS «Клёб де Фут Монреаль», подписав двухлетний контракт с опцией продления ещё на один год. В североамериканской лиге он дебютировал 17 апреля в матче первого тура сезона 2021 против «Торонто». 13 мая в матче против «Интер Майами» он забил свои первые голы в MLS, сделав дубль. По окончании сезона 2022 «КФ Монреаль» не стал продлевать контракт с Йонсеном.
31 января 2023 года Йонсен подписал контракт с нидерландским клубом «Камбюр» до конца сезона 2022/23.
22 июля 2023 года Йонсен вернулся в чемпионат Южной Кореи, подписав контракт с клубом «Сеул».

## Международная карьера
10 июня 2017 года в отборочном матче чемпионата мира 2018 против сборной Чехии Йонсен дебютировал за сборную Норвегии. 2 июня 2018 года в поединке против сборной Исландии Бьорн забил свой первый гол за национальную команду.

### Голы за сборную Норвегии
| №  | Дата           | Место                                   | Противник         | Счёт | Результат | Соревнование                        |
| -- | -------------- | --------------------------------------- | ----------------- | ---- | --------- | ----------------------------------- |
| 1. | 2 июня 2018    | Лаугардалсвёллур, Рейкьявик, Исландия   | Исландия          | 0:1  | 2:3       | Товарищеский матч                   |
| 2. | 16 ноября 2018 | Стожице, Любляна, Словения              | Словения          | 1:1  | 1:1       | Лига наций УЕФА 2018/2019           |
| 3. | 26 марта 2019  | Уллевол, Осло, Норвегия                 | Швеция            | 1:0  | 3:3       | Квалификация чемпионата Европы 2020 |
| 4. | 10 июня 2019   | Торсволлур, Торсхавн, Фарерские острова | Фарерские острова | 0:1  | 0:2       | Квалификация чемпионата Европы 2020 |
| 5. | 10 июня 2019   | Торсволлур, Торсхавн, Фарерские острова | Фарерские острова | 0:2  | 0:2       | Квалификация чемпионата Европы 2020 |

## Достижения
Командные
 «Ульсан Хёндэ»
- Победитель Лиги чемпионов АФК: 2020

 «Клёб де Фут Монреаль»
- Победитель Первенства Канады: 2021

Личные
- Игрок месяца в Шотландском Премьершипе: ноябрь 2016